# Melanostoma algens
Melanostoma algens är en tvåvingeart som beskrevs av Charles Howard Curran 1931. Den ingår i släktet gräsblomflugor, och familjen blomflugor. Arten är endemisk för Borneo och inga underarter finns listade i Catalogue of Life.